# Chiraleu, Bihor
Chiraleu, colocvial Chiralău, (în maghiară Berettyókirályi, în trad. "Satul regesc de Barcău") este un sat în comuna Chișlaz din județul Bihor, Crișana, România.
 Acest articol despre o localitate din județul Bihor este deocamdată un ciot. Puteți ajuta Wikipedia prin completarea lui.
 Sunt 2 intrari in acest sat. Sunt si 3 magazine unul inactiv. Este si o școală 0-4. Numarul sectiei votare Chiraleu : 334 . Sunt 2 Biserici una Ortodoxă si una Penticostala. Numele biserici Ortodoxe:Sf. Arhangeli Mihail si Gavril. Terenul de fotbal este ne terminat. Sunt 3 sectii toate de agricultură.